# Souain-Perthes-lès-Hurlus
Souain-Perthes-lès-Hurlus is een gemeente in het Franse departement Marne (regio Grand Est) en telt 193 inwoners (1999). De plaats maakt deel uit van het arrondissement Châlons-en-Champagne.

## Geografie
De oppervlakte van Souain-Perthes-lès-Hurlus bedraagt 50,8 km², de bevolkingsdichtheid is 3,8 inwoners per km².

## Geschiedenis
Souain en Perthes-lès-Hurlus waren afzonderlijke gemeenten. Bij hevige gevechten in 1915 tijdens de Eerste Wereldoorlog werden beide dorpen verwoest. Souain werd herbouwd, Perthes-lès-Hurlus niet. De grondgebieden van beide gemeente werden samengevoegd.
De onderstaande kaart toont de ligging van Souain-Perthes-lès-Hurlus met de belangrijkste infrastructuur en aangrenzende gemeenten.

## Demografie
Onderstaande figuur toont het verloop van het inwonertal (bron: INSEE-tellingen).